# Архиепархия Люксембурга
Архиепархия Люксембурга (лат. Archidioecesis Luxemburgensis) — архидиоцез Римско-Католической церкви на территории Великого герцогства Люксембург, подчиняющийся непосредственно Святому Престолу. Кафедральным храмом архиепархии Люксембурга является Собор Люксембургской Богоматери в г. Люксембург.

## История
Исторически католические приходы современной территории Люксембурга входили в состав архиепископства Трирского и пяти других прелатур. 2 июня 1840 года папа Григорий XVI учреждает на территории Великого герцогства Люксембург апостольский викариат, в состав которого были включены многие приходы из епархий Намюра и Льежа. Назначение на пост апостольского викария Люксембурга Иоганна-Теодора Лорана, последовательного сторонника идеи ультрамонтанства, существенно затормозило процесс формирования национальной епархии Люксембурга.
27 сентября 1870 года папа Пий IX своим бреве «In hac Beati Petri» поднял статус Люксембургского апостольского викариата до диоцеза (епископства).

## Современное состояние
Папа Иоанн Павел II своей буллой «Sicut homines» 23 апреля 1988 года присвоил Люксембургскому диоцезу титул архидиоцеза (архиепископства). Территория архидиоцеза точно соответствует территории Великого герцогства Люксембург. Архидиоцез не является митрополией, поскольку не имеет подчинённых (суффраганных) епархий.
Архиепархии принадлежит большая семинария имени папы Иоанна XXIII.

## Ординарии Люксембурга

Герб архиепископа Холлериша

- 1833—1841 гг. — Иоганн-Теодор ван дер Ноот, апостольский викарий
- 1841—1856 гг. — Иоганн-Теодор Лоран, апостольский викарий
- 1848—1883 гг. — Николаус Адамес, апостольский викарий, с 1870 года — епископ
- 1883—1918 гг. — Иоханнес Йозеф Копперс, епископ
- 1920—1935 гг. — Петрус Номмеш, епископ
- 1935—1956 гг. — Йозеф Лоран Филипп, епископ
- 1956—1971 гг. — Леон Ломмель, епископ
- 1971—1990 гг. — Жан Энган, епископ, с 1988 года — архиепископ
- 1990—2011 гг. — Фернан Франк, архиепископ
- с 2011 года — кардинал Жан-Клод Холлериш, архиепископ